# Йохан Кристоф Фридрих Бах
Вижте пояснителната страница за други личности с името Бах.
Йохан Кристоф Фридрих Бах (на немски: Johann Christoph Friedrich Bach) е германски композитор, трети от композиращите четирима синове на Йохан Себастиан Бах. Наричан е понякога „Бюкебургският Бах“.

## Биография
Роден е в Лайпциг, Германия. Първите си музикални уроци получава от баща си, учи също и при братовчед си Йохан Елиас Бах. Начално образование получава в училището при църквата „Св. Тома“. През 1750 г. граф Шаумбург-Липе Вилхелм назначава Йохан Кристоф Фридрих за пианист в Бюкебург, а през 1759 г. той става концертмайстор в двора на графовете Шаумбург-Липпе. Там той си сътрудничи с Йохан Готфрид Хердер, който му предоставя текстове за 6 вокални съчинения (запазени са 4 от тях).
Бах пише клавирни сонати, симфонии, оратории, литургически песнопения, мотети, опери и песни. Тъй като граф Вилхелм предпочитал италианска музика, Бах адаптира стила си, но запазва все пак стилистичните черти, характерни за музиката на баща му и братята му и най-вече за творчеството на Карл Филип Емануил Бах).
Жени се за певицата Люсия Елизавета Мюнхузен (1728 – 1803) през 1755 г. Граф Вилхелм става кръстник на сина му Вилхелм Фридрих Ернст Бах (впоследствие заел длъжността музикален директор към двора на Фридрих Вилхелм II).
През април 1778 г. Йохан Кристоф Фридрих със сина си Вилхелм пътешества до Англия, където по това време работи брат му Йохан Кристиан Бах.
Йохан Кристоф Фридрих е прочут виртуоз. До наши дни са достигнали много от неговите произведения, в това число 20 симфонии, по-късните от които са до известна степен повлияни от Хайдн и Моцарт.
За нещастие значителна част от произведенията на композитора е загубена по време на Втората световна война.